# Kupe (mitología maorí)

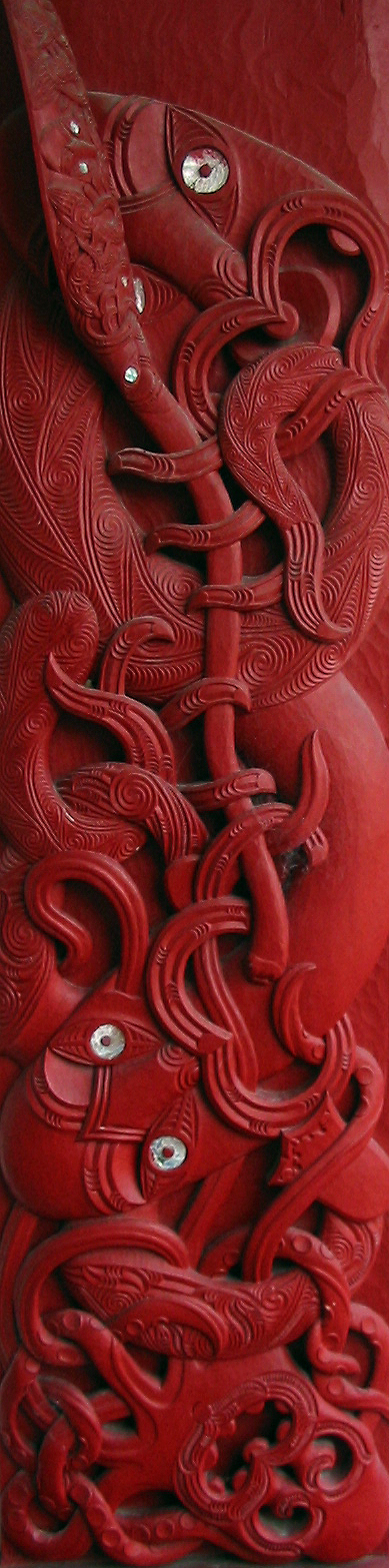
Talla de madera maorí mostrando a Kupe con dos criaturas marinas a sus pies.

Kupe es en la mitología maorí de algunas tribus, un personaje que participó en el descubrimiento polinesio de Nueva Zelanda.

## Leyenda
Según una leyenda maorí, un día mientras Kupe estaba en Hawaiki compitió con un paisano llamado Muturangi por cazar un pulpo gigantesco que atemorizaba a pescadores del lugar y ahuyentaba a los bancos de peces. El pulpo mordió el anzuelo de Kupe lo que produjo un forcejeo entre cazador y presa. El animal consiguió internarse en alta mar en aguas profundas. Kupe en su canoa acompañado de otros parientes lo persiguió para darle caza. 
Varias semanas después llegaron a una tierra inexplorada y desconocida a la que llamaron Aotearoa (Isla de la gran nuble blanca). Finalmente, en el Estrecho de Cook, Kupe dio por fin caza al pulpo gigante. Además creó una tradición oral para que no se olvidase de la posición de aquella nueva tierra y poder regresar algún día. Al regresar a Hawaiki, este descubrimiento fue transmitido de generación en generación y sirvió como base para la posterior colonización maorí de Nueva Zelanda.

## Historicidad
Existe controversia sobre el estatus histórico de Kupe, en especia en torno a la autenticidad de versiones posteriores de las leyendas, las denominadas versiones "ortodoxas" estrechamente asociadas con Percy Smith y Hoani Te Whatahoro Jury. A diferencia de las tradiciones tribales atestiguadas acerca de Kupe surgidas antes de Smith y Jury, la versión ortodoxa es precisa en términos de fechas y en ofrecer lugares en Polinesia donde se supone que Kupe vivió o se fue. La versión ortodoxa también coloca a Kupe cientos de años antes de la llegada de las otras canoas fundadoras, mientras que en las tradiciones anteriores, Kupe es definitivamente contemporáneo de esas canoas (Simmons, 1976). Además, según leyendas de las regiones de Whanganui y Taranaki, Kupe era contemporáneo de Turi de la Canoa de Aotea. En otras tradiciones, Kupe llegó alrededor del año 1400 en otras canoas, incluyendo Tainui y Tākitimu (Simmons 1976: 20-25).
Si Kupe realmente existió, tuvo que vivir probablemente de aproximadamente entre los siglos XI y XIV. A menudo se lo describe como procedente de Hawaiki -que en lengua maorí significa "Paraíso Original" y que los investigadores sitúan entre Tahití y las Islas Cook[cita requerida].